# Caraco

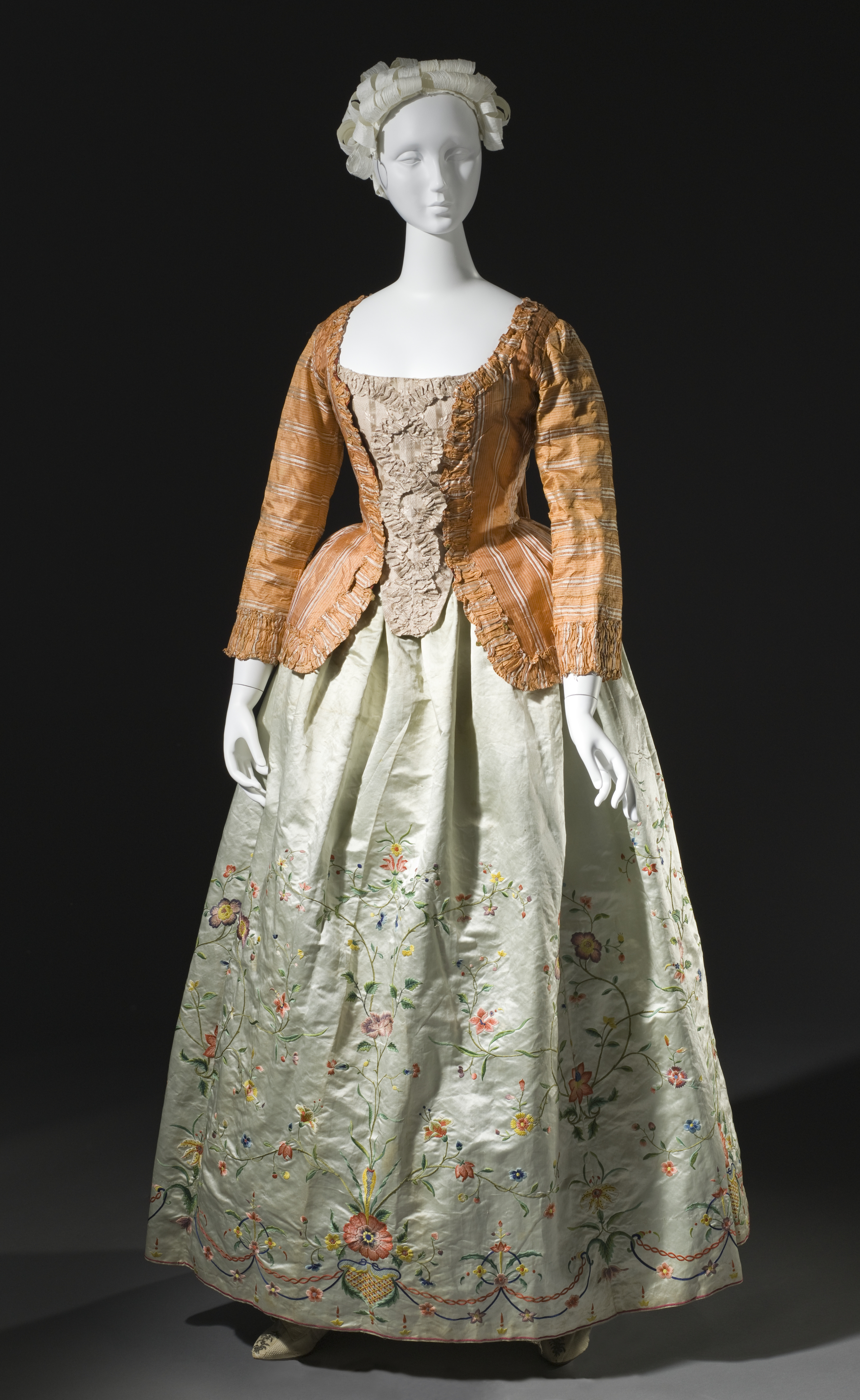
Caraco, 1760–1780, Los Angeles County Museum of Art.

Caraco, karako – typ stanika z baskiną i długimi rękawami, klasyfikowany również jako kaftanik lub żakiecik. W polskim stroju XVIII-wiecznym ten element odzieży występował w inwentarzach mieszczańskich pod nazwą karoczko. 

## Granice chronologiczne i zmiany mody
Żakiecik typowy dla stroju mieszczek we Francji został przejęty przez przedstawicielki wyższych warstw społecznych w drugiej połowie lat 60. XVIII wieku i był powszechnie noszony w całej Europie pod wpływem mody francuskiej, apogeum popularności osiągając w latach 70. i 80. tego stulecia.
W latach 60. i 70. XVIII wieku żakieciki zwykle przypominały formą skrócone do bioder suknie à la française lub à la polonaise. Późniejsza odmiana caraco, zwana pierrot albo juste, była bardziej dopasowana do figury. W latach 80., pod wpływem kreacji scenicznych aktorek grających w "Weselu Figara", w modę weszły bardzo obcisłe warianty z krótką baskiną, zwane à la Figaro i à la Suzanne.

## Krój stanika
Dopasowany do figury kaftanik poniżej talii przechodził w sfałdowaną baskinę, która zwykle sięgała do połowy bioder. Tył stanika mógł być obcisły do pasa (caraco à l’anglaise) lub sfałdowany na plecach (caraco à la française) pomimo dopasowania z przodu i po bokach. 
Zbyt duże wycięcie dekoltu przesłaniano częściowo lub całkowicie chustą fichu. Caracos w wersji dworskiej wykańczano obszyciami z falbanek, w tym specjalnym ich typem – marszczonymi z obydwu stron tzw. wodami oraz gazą. Staniki typu caraco posiadały niekiedy sporych rozmiarów kołnierz.

## Stroje ludowe
Stanik z baskiną typu caraco pozostał częścią prowansalskiego stroju ludowego, utrzymując się w stuleciach XIX i XX. Występował również w ubiorach drobnych mieszczan i chłopów w innych krajach europejskich od końca XVIII aż do XX wieku. Obok gorsetu bez rękawów, cacaro był spotykany w żywieckim stroju ludowym.